# Elisabeth von Samsonow

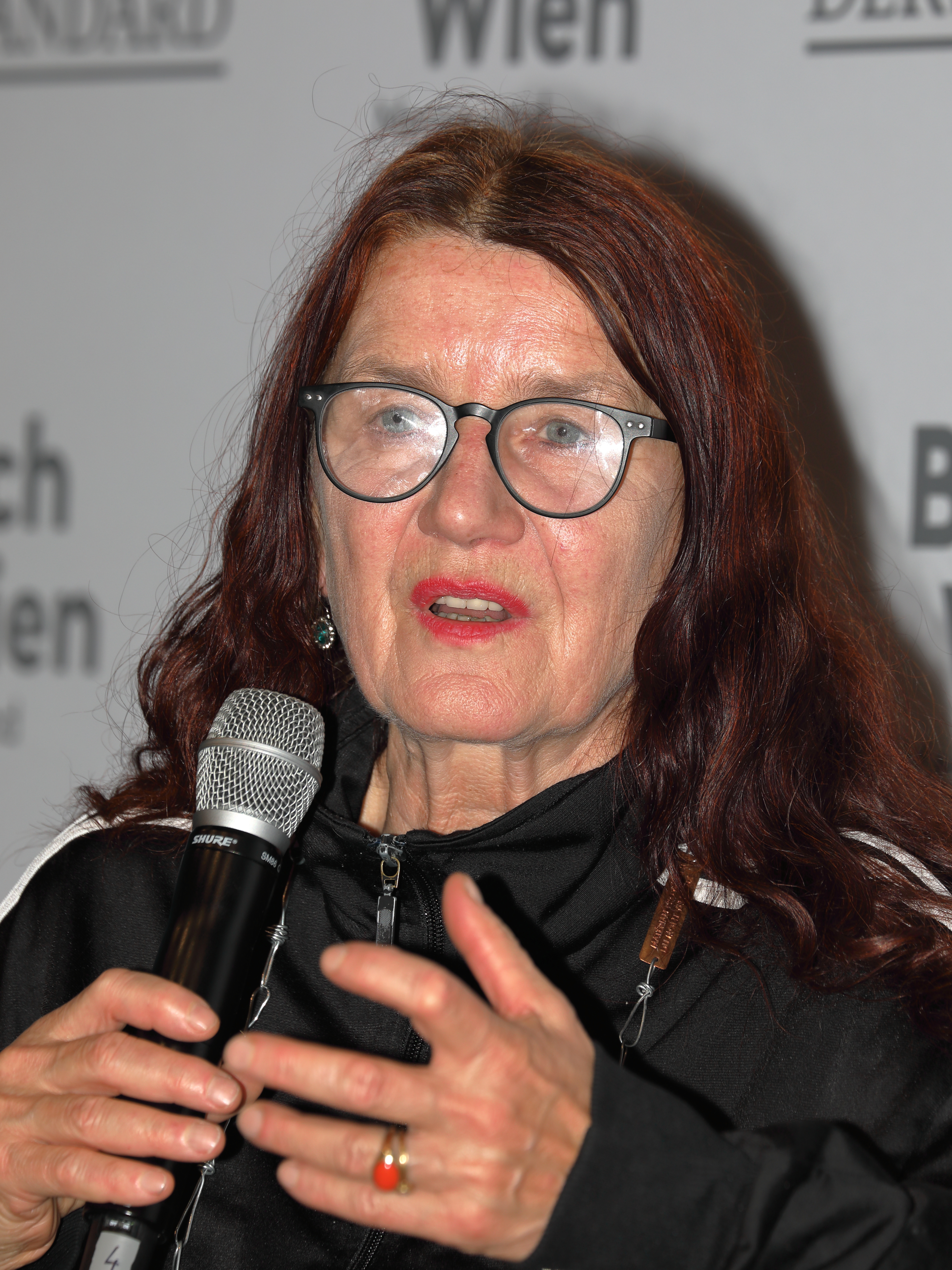
Elisabeth von Samsonow

Elisabeth von Samsonow (* 31. Juli 1956 in Neubeuern am Inn, Oberbayern) ist Künstlerin und Philosophin. Sie lebt in Wien und Hadres in Niederösterreich, wo sie mit Kollegen aus dem Kunst- und Kulturbereich, nämlich mit Angela Melitopolous, Renate Ganser, Kate Strain, Ursula Krinzinger, Anna Heindl, Erwin Wurm, Manfred Wakolbinger, Mia Eidlhuber auf vier Hektar Land im Pulkautal das „Land der Göttinnen“ gegründet hat. Dieses „Land der Göttinnen“ ist ein eco-art-Projekt, das ökologischen und ökofeministischen Aktivismus mit künstlerischer Forschung verbindet. Es werden dort Veranstaltungen zu Bodenqualität, Biodiversität, Wasserknappheit und Archäologie abgehalten, da sich im Umkreis des Territoriums eine der seltenen ergrabenen und archäologisch untersuchten Stätten des Aurignacien in Ostösterreich befindet. Seit 2023 gibt es dort den von The Dissident Goddesses‘ Land initiierten Archäologieweg. Als Tagungsort dient eine Versammlungsjurte auf dem sogenannten Toten Mann bei Alberndorf.

## Leben und Werk
Während ihres Philosophie-Studiums an der Ludwig-Maximilians-Universität in München war sie Dauergast an der Akademie der bildenden Künste München, vor allem in den Klassen von Eduardo Paolozzi und Daniel Spoerri. 1987 erhält sie den Förderpreis des Bayerischen Kulturministeriums für ihre Debütausstellung Vorstellungszauber beim AK 68 Künstlergemeinschaft Wasserburg/Inn als junge Künstlerin. Von 1985 bis 1988 war sie Direktorin des Kleinzirkus Hieronimus. und der Malschule in Tittmoning an der Salzach, wo sie als Stadträtin für Kultur, Umwelt und Soziales mehrere Ausstellungsprojekte im öffentlichen Raum durchgeführt hat („Ponlach. Die Quellen der Stadt Tittmoning“ und „Kunstgrenzbezirk Tittmoning/Ettenau“)  1985 promovierte sie in München über die Wissenschaftslehre des Astronomen Johannes Kepler. Unmittelbar anschließend an die Promotion nahm sie ihre Tätigkeit als Lehrbeauftragte am Institut für Philosophie des Humanismus und der Renaissance an der Universität München auf. 1990 zog sie nach Wien, wo sie ab 1991 an der Universität Wien lehrt. Ihre frühen Forschungen waren der Philosophie der Renaissance, insbesondere deren okkulten, neuplatonischen, nicht-aristotelischen Formen, gewidmet. Mehrere Arbeiten und Übersetzungen befassen sich mit der Astronomie Johannes Keplers und der Gedächtnisphilosophie und Kosmologie Giordano Brunos. 1996 wurde sie auf den Lehrstuhl für Sakrale Kunst an der Akademie der bildenden Künste Wien berufen, der 2000 für das Fach Philosophische und Historische Anthropologie der Kunst umgewidmet wurde. 2012/2013 lehrt sie als Gastprofessorin an der Fakultät Gestaltung, Bauhaus-Universität Weimar. Sie war mit Eric Alliez Herausgeberin der vierbändigen Reihe TRANSART, die bei Turia und Kant in Wien erschienen ist. Diese Reihe bildet ein kritisches Vademecum zeitgenössischer Ästhetik. 2007 erscheint ihr einflussreicher Text „Anti Elektra. Totemismus und Schizogamie“ bei Diaphanes Verlag Berlin und Zürich, der 2015 auf Französisch (bei Metis Presses in Genf) und 2019 auf Englisch herauskam (bei Minnesota University Press). Dieser Text ist das Komplement zu Gilles Deleuzes und Felix Guattaris „Anti-Ödipus. Kapitalismus und Schizophrenie“ und setzt sich kritisch mit dem Elektra-Komplex auseinander. Samsonows These ist die, dass der Mutterhass des Mädchens erstens auf der Unmöglichkeit beruht, innerhalb einer patriarchalen Struktur die soziale Rolle der Mutter zu akzeptieren, und dass zweitens der angeblich konstitutive Bruch in der Mutter-Tochter-Beziehung den Kontakt zum symbolischen Mutter-Feld systematisch unterbinden hilft, was sich nicht zuletzt in der Unmöglichkeit zeitgenössischer Gesellschaften zeigt, mit der „Großen Mutter“ Erde eine konstruktive Beziehung aufzunehmen. Samsonows Idee ist die der Transformation der Psychoanalyse in „Geopsychologie“, oder „Geopsychiatrie“, bzw. einer Herstellung eines direkten epistemischen Kontraktes zwischen den beiden Feldern. In ihren sich daran anschließenden Forschungen und Publikationen nimmt sie wieder die Idee des Matriarchats als politische, ökonomische und soziale Figur ins Visier. Ihre Revision dieser umstrittenen politischen Organisation basiert vor allem auf zwei Punkten, nämlich auf der Brauchbarkeit der matriarchalen Idee für eine neue Ökologie und auf der Verschiebung der Position der Schwächsten in das Zentrum der Gesellschaft. Elisabeth von Samsonow hat sich auch mit dem Künstler Egon Schiele – Egon Schiele – Ich bin die Vielen (2010) und Egon Schiele – Sanctus Franciscus Hystericus (2012) beschäftigt und ihm zwei monographische Arbeiten gewidmet – auf der Grundlage ihrer Forschungen im Archiv des Wien Museums. Inspiriert hat sie dazu die Gleichheit der Initialen ES.
Ihre künstlerische Arbeit, die sie seit 1985 konsequent verfolgt und entwickelt hat, versteht sich als ästhetisch, gesellschaftlich und politisch wirksame ökofeministische Praxis, die mit unterschiedlichen Formaten und Medien Themen aufgreift wie die Mädchen-Position als revolutionäre Figur der post-patriarchalen Gesellschaft, die Interspezies-Beziehung als Identifikationsspiel, die Transplant-Identität als Erfindung der mit Lindenholz arbeitenden Bildhauerin Samsonow, das Screening von Gaia in Zeichnung und Malerei („Geo-Psyche“) und schließlich das Matriarchat, zu dem sie provokativ und feministisch-satirisch in ihren künstlerischen Performances Stellung bezieht. In ihren Performances lässt sie ferner oft ihre Skulpturen auftreten, die sie als „dädalische Automaten“ bezeichnet, die sich bewegen (weil sie Räder haben), sprechen können (weil sie besaitet sind) und denken können (weil sie elektrifiziert sind). In ihren jüngeren Performances evoziert sie die „Göttin“ als das verlorene historische Subjekt, das in das gesellschaftliche Kräftespiel wieder eingeführt werden muss. Seit 2006 veranstaltet sie öffentliche Aktionen und Performances, techno-mediale Operationen mit Skulpturen („sprechende Statuen“) als Simulation von Mädchen-Phantasien, Prozessionen (Mary Magdalene’s Re-Immigration Office Jerusalem), Animationen von Elektra, Aquina, Ariadne und einer Statue von Gerburg Treusch-Dieter (mit Gerda Schorsch als Performerin), etwa unter anderem 2011 Hippo Hypno Schizo Marriage im Sigmund Freud Museum Berggasse Wien, 2018 im Lesehaus Ursula Krinzinger „Eternal Return“, „The Alien Ally. The Radical Totem of the Girl“ 2019 im Philadelphia Institute for the Arts und Penn Book Center Philadelphia USA, „Demeter returning“ 2020 für das Festival „Back to Athens“, „The Great Ultimate Matriarcho-Magical State Ritual. The Total Formula“ für die Viennaartweek 2020.
Elisabeth von Samsonow ist Mitglied der GEDOK, war bis 2012 wissenschaftliches Beiratsmitglied von ITRAFO (Institut für transkulturelle Forschung, Universität Ulm), Mitglied der Künstlervereinigung Wien, Redaktionsmitglied von Recherche – Zeitschrift für Wissenschaft, künstlerische Leiterin der Neubeurer Woche, Schloss Neubeuern. Sie moderierte die Philosophiesendung Studio Elektra auf Okto TV mit Matija Serdar. Von 2019 bis 2022 leitet sie als wissenschaftliche Leiterin das Forschungsprojekt THE DISSIDENT GODDESSES‘ NETWORK, das an der Akademie der bildenden Künste angesiedelt ist (künstlerische Leitung Felicitas Thun-Hohenstein). Abt 2020 ist dieses Projekt auf dem „Land der Göttinnen“ im Pulkautal, NÖ, verankert. Sie ist Trägerin des Großen Goldenen Ehrenzeichens des Landes Niederösterreich, das ihr 2017 von Landeshauptfrau Mikl-Leitner überreicht wurde.

## Künstlerischer Arbeiten (Auswahl)
- The Secrets of Mary Magdalene, Jerusalem
- Die Logik der Glücksträne (Animation der Elektra), Innerschildgraben/NÖ
- Xylosophie. Das Leben einer abwesenden Denkerin. Zu Ehren von Gerburg Treusch-Dieter
- Ariadne Fädchen-Mädchen, Mistelbach
- Transplant Manifesto, Kunsthandel Gril, Wien
- SUPER TILIAE, L’HOMME PLANTE
- Hypno Hippo Schizo Hochzeit, Sigmund Freud Museum, Wien
- Samsonow Transplant Parasonic Orchestra, brut im Künstlerhaus Wien 2012
- A Young Woman, Galerie Jünger, Wien 2015
- Transplants, Dominikanerkirche Krems 2015
- Geschichte der Psyche, Galerie Rosemarie Schwarzwälder Wien 2018
- Geo-Psychen 2019
- The Parents’ Bedroom Show, Maximilianspassage München und Biennale Venedig, Zuecca Projects 2019
- La Femme Habitable, Manifesta13, Marseille 2020
- Eine Frau in der Landschaft, Naturhistorisches Museum Wien 202

## Sammlungen
Die Werke von Elisabeth von Samsonow sind u. a. in folgenden Sammlungen vertreten: Landessammlung Niederösterreich, Sammlung Stadt Traunstein, Sammlung Goetz München, Sammlung Bernhard Hainz Wien, Sammlung Belvedere Wien, Sammlung Stadt Wien, Sammlung Hanten-Schmidt, Köln und Wien.

## Wissenschaftliche Publikationen
- Egon Schiele als Sammler, Weitra: Verlag Bibliothek der Provinz 2016.
- Egon Schiele – Sanctus Franciscus Hystericus, Wien: Passagen Verlag 2012.
- Anti-Elektra. Totemismus und Schizogamie, Zürich/Berlin: diaphanes, 2006, ISBN 3-935300-85-9.
- Flusser Lectures. Was ist anorganischer Sex wirklich? Theorie und kurze Geschichte der hypnogenen Subjekte und Objekte, Köln: Buchhandlung Walther König, 2005.
- Biographien des organlosen Körpers (Hg. mit Éric Alliez), Wien: Turia und Kant, 2003.
- Sex-Politik (Hg. mit Doris Guth), Wien: Turia und Kant, 2001.
- Chroma Drama. Widerstand der Farbe (Hg. mit Éric Alliez), Wien: Turia und Kant, 2001.
- Fenster im Papier: Die imaginäre Kollision der Architektur mit der Schrift oder die Gedächtnisrevolution der Renaissance, München: Fink, 2001.
- Telenoia. Kritik der virtuellen Bilder (Hg. mit Éric Alliez), Wien: Turia und Kant, 1999.
- Hyperplastik. Kunst und Konzepte der Wahrnehmung in Zeiten der mental imagery (Hg. mit Éric Alliez), Wien: Turia und Kant, 2000.
- Die Erzeugung des Sichtbaren. Die philosophische Begründung naturwissenschaftlicher Wahrheit bei Johannes Kepler, München: Fink 1986.
- Giordano Bruno: Über die Monade, die Zahl und die Figur, Meiner Verlag Hamburg 1991.
- Giordano Bruno – Philosophie jetzt!, hg. von Peter Sloterdijk, München 1995.
- Die Göttinnen-Büchlein I–IV, Verlag für Moderne Kunst Wien, 2019–2020.

## Kataloge
- Elisabeth von Samsonow, hg. Galerie der Stadt Wiener Neustadt, 2019.
- The Parents Bedroom Show, hg von Landesgalerie Niederösterreich, Verlag für Moderne Kunst Wien 2019.
- Horse’s Glory, hg. Von Galerie Smolka Contemporary für die Ausstellung im MQ Wien, 2014.
- Transplants, hg. von Zeitkunst Niederösterreich, Kerber Verlag 2015 (mit Werkverzeichnis Skulptur).
- General Practice (Die Performances), Schlebrügge Editor 2015.
- Elektra. Die Geburt des Mädchens aus dem Geiste der Plastik, Schlebrügge Editor 2011.
- Lignum Vitae, hg. Von Städtische Galerie Rosenheim 1996.
- Vorstellungszauber, hg. Von AK 68 Kunstverein Wasserburg/Inn, 1987.